# Кишкенеколь
Кишкенеко́ль (каз. Кішкенекөл, до 1997 г. — Кзылту́) — село в Уалихановском районе Северо-Казахстанской области Казахстана. Административный центр района и единственный населённый пункт Кишкенекольского сельского округа. Код КАТО — 596430100.
Через село проходит автомобильная дорога А-13 «Кокшетау — Бидайык (Казахстано-Российская граница)».

## Население
В 1999 году население села составляло 7990 человек (3976 мужчин и 4014 женщин). По данным переписи 2009 года в селе проживало 6814 человек (3322 мужчины и 3492 женщины).
На начало 2019 года население села составило 7421 человек (3686 мужчин и 3735 женщин).

## Транспорт и инфраструктура

### Железнодорожный вокзал
Перегон Иртышское-Кзылту был сдан в 1965 г. Тогда осваивали целину, в 1960 г. сделали дорогу Омск-Иртышское, потом Кокчетав-Кзылту, а потом, в 1965 г. Кзылту и Иртышское соединили. Эта ветка знаменита только тем, что по ней ходил единственный поезд, который проходил по территории Омской области, но минуя Омск. Это скорый Москва-Лениногорск. Ещё там ходил Омск-Боровое. Дорога — однопутка неэлектрифицированная. Но в начале 1990-х участок Кзылту-Граничная был разобран.